# Memòria (psicologia)
La memòria és la facultat de l'organisme de recuperar informació prèviament emmagatzemada a partir de les dades de l'experiència, la capacitat de tenir records a partir de la sinapsi de les neurones. La memòria és objecte d'estudi de les neurociències i de la psicologia de la memòria. També es pot definir com la funció general gràcies a la qual l'ésser humà emmagatzema, conserva i, posteriorment, realitza o utilitza les seves informacions que ha anat incorporant durant la seva existència.

## Història
En l'època de Plató i Aristòtil, es va iniciar l'estudi teòric de la memòria a causa de l'interès humà per voler conèixer més el mètode d'aprenentatge de si mateix. Aristòtil va realitzar algunes teories del coneixement i, en una d'elles, va assenyalar que el fonament de l'aprenentatge i la memòria són les associacions entre dos successos, com ocorre entre el llamp i el tro. No obstant això, fins abans del segle XIX, l'estudi de la memòria es limitava a mètodes més empírics i filosòfics que científics. Feien servir mètodes com la lògica, la introspecció, la comparació, la reflexió, entre d'altres, per al seu estudi.
Durant el segle xix, es van iniciar els primers reportis i estudis sobre la memòria i els seus trastorns. Encara que la noció dels diferents tipus o sistemes de memòria no és nova i ja es trobava en la literatura dels segles XVIII i XIX, en escrits psicològics que distingien, per exemple, la memòria dels hàbits (habilitats mecàniques).
En aquesta època ens trobem amb Hermann Ebbinghaus, considerat el pioner en l'estudi experimental de la memòria, en haver-se utilitzat a si mateix per a estudiar fenòmens bàsics com ara les corbes d'aprenentatge i de l'oblit i inventar l'exercici de síl·labes sense sentit per a aquest propòsit.
El 1980, William James va ser pioner en proposar, en el seu Tractat de Psicologia, la distinció formal entre memòria primària i memòria secundària (memòria a curt i memòria a llarg termini, respectivament). Aquesta distinció resideix en el centre de l'influent model d'emmagatzematge múltiple d'Atkinson i Shiffrin (1968).
No obstant això, un dels exponents més importants d'aquesta època, encara que menys reconegut en el mitjà científic, és el biòleg alemany Richard Semon, al qual s'atribueix l'autoria d'un dels termes més utilitzats en la bibliografia actual de la memòria: l'engrama. En les seves teories, Semon va distingir tres aspectes diferents que componien els processos de memòria: l'«engrafia», que representaria el procés de codificació de la informació; l'«engrama», que representaria tots els canvis que ocorren en el sistema nerviós i que preserven els efectes de l'experiència; i l'«ecforia», que representaria la recuperació d'informació.
La primera associació anatòmica entre les lesions cerebrals focals, específicament del lòbul temporal, i la memòria s'atribueix a Bekhterev en 1899. Ell va demostrar en un pacient el principal problema del qual era una alteració greu de la memòria recent, la presència del que ell va denominar "reblaniment" d'àrees corticals específiques com l'uncus, l'hipocamp i àrees adjacents de l'escorça cerebral temporal.
Durant gran part de la primera meitat del segle xx, la memòria no va constituir un tema respectable per als psicòlegs experimentals, la qual cosa reflecteix el domini del conductisme. No obstant això, alguns conductistes —en particular, els estatunidencs— van estudiar l'anomenada conducta verbal utilitzant l'aprenentatge de parells associats, en el qual es representen parells de paraules no relacionades, on el primer membre del parell representa l'estímul i el segon la resposta.
Aquest enfocament associacionista va fer que l'estudi de la memòria tingués una posició ferma dins del marc conceptual conductista, i que des de llavors se li observa de manera més clara en la teoria d'interferència, que és una de les principals teories de l'oblit.
Malgrat totes aquestes aportacions científiques, fou Karl Lashley, en 1929, qui va iniciar formalment l'estudi experimental de la memòria amb la seva recerca duta a terme en rates. Va trobar que la deterioració en l'acompliment en laberints es correlacionava més amb l'extensió de les lesions cerebrals que amb la localització d'aquestes. Amb aquests resultats, es va sostenir la hipòtesi de la "equipotencialitat" de les àrees corticals, la qual establia que, amb excepció de les àrees motores i sensitives primàries, a la resta de les funcions cerebrals complexes contribuïen d'igual forma totes les àrees corticals. Aquesta hipòtesi es troba en oposició directa amb l'actual.
En 1949, Donald Hebb va publicar la primera proposta que assegurava que la memòria es trobava conformada per subsistemes de memòria, a més de suggerir el substrat morfofisiològic de la memòria de llarg termini. A partir de llavors, es van començar a distingir els diversos tipus de memòria fins a la classificació actual.

## Processos
La memòria té tres fases o processos successius: la codificació de la informació, el seu emmagatzemament i la recuperació en un moment posterior. A partir de l'emmagatzemament, es produeix un oblit progressiu si el cervell no rep nous estímuls per activar el record, tot i que l'oblit absolut mai es dona (encara que així li sembli al subjecte).
Tulving (1995) considera que la codificació és serial (els elements es van aprenent linealment amb el pas del temps i sovint un pas en requereix els anteriors), però l'emmagatzemament és paral·lel, de manera que un mateix concepte pot estar encabit alhora en diferents indrets (segons les connexions que efectuï la ment). Per a recordar un element, cal buscar en la zona correcta, procés que pot trigar més o menys segons el cervell tingui clar on ha de cercar segons l'estímul extern. La metamemòria seria la capacitat de recordar aquesta distribució, que va canviant amb la introducció de noves dades i l'alteració o arraconament de les antigues (que llavors poden ser més difícils de recordar). Per tant, l'oblit no és la desaparició de la dada, sinó la impossibilitat d'accedir-hi, de recuperar-la.

## Models explicatius
En psicologia, s'ha teoritzat oferint diversos models explicatius sobre com funcionen els processos que intervenen en la memòria de les persones. Com que la memòria no és una qualitat exclusiva dels humans, les diverses teories es basen en estudis del cervell d'altres animals, especialment en cercopitecs, però també observant les activacions del cervell de persones gràcies a les imatges d'escàner, entre altres mètodes.
Models de xarxa
Les primeres teories, però, no es van basar en cap d'aquests mètodes d'estudi sinó en la programació d'ordinadors. Allan M. Collins i M. Ross Quillian (1968) van postular un model de memòria que proposava el funcionament en forma de xarxa, segons el qual els conceptes s'emmagatzemen sobre la base de les relacions semàntiques entre si. Aquests autors estaven aprofitant un model explicatiu que, anteriorment, Robert F. Simmons i M. Ross Quillian (1963), treballadors de l'empresa System Development Corporation, havien fet servir en computació. El model es va abandonar més endavant per insuficient, però en va quedar la importància indiscutible que tenen les paraules i el seu significat pel que fa a la memòria.
Model d'Atkinson-Shiffrin
Aquests autors (1968) van proposar un model de memòria que funcionava a tres nivells: la memòria sensorial, memòria a curt termini i la memòria a llarg termini. Dins la memòria sensorial, van sorgir els conceptes de memòria ecoica i la memòria icònica.
Model de memòria associativa
Al model explicat abans, se li va criticar principalment que proposés la memòria sensorial com un tipus de memòria separat dels altres dos i el mateix Shiffrin va refer el model anys després incloent-la dins la memòria a curt termini, sorgint així el model de memòria associativa (SAM). Aquesta teoria, en lloc de basar el procediment d'emmagatzematge en la pràctica i l'assaig, el fonamenta en un complex sistema d'associacions (entre la informació recent i les nocions ja adquirides) i la lluita contra els elements de distracció contraris a l'emmagatzematge, que són la contigüitat i la similitud.
Model de Baddeley-Hitch
El 1974, aquests dos autors van proposar un model de memòria que funciona a partir de la memòria de treball, segons el qual quan estem realitzant una tasca hi ha una central executiva que, depenent de la informació provinent del bucle fonològic i dels esbossos de representació visoespacials, decideix quines dades cal emmagatzemar i quines no són prou rellevants per a desar-les a la memòria. Un regulador episòdic col·labora en el procés d'emmagatzematge i recuperació de dades.

## Tipus de memòria
Segons la durada, es parla de:
- Memòria a curt termini
- Memòria a llarg termini

Segons la informació que s'obté, es parla en psicologia de:
- Memòria topogràfica. És la memòria que ens ajuda a recordar on està una cosa, on ha passat quelcom.
- Memòria procedimental. És la que fa referència a les tècniques, com per exemple escriure. La tècnica s'aprèn per mimetisme o repetició, de manera gradual. En els primers estadis, la persona avança més ràpidament, mentre que després el progrés és menor, però la fixació és més segura. Si la tècnica s'aprèn correctament, no s'oblidarà mai.
- Memòria declarativa. És més fàcilment comunicable a altres persones, perquè fa referència a fets i conceptes i, per tant, està totalment estructurada pel llenguatge.
- Memòria episòdica o flaix. Fa referència a les experiències viscudes en un temps i un espai concret.
- Memòria semàntica. S'ocupa d'abstraccions. Mútuament, la memòria episòdica i la semàntica s'influencien, ja que veure un exemple particular pot fer variar la concepció general d'un fenomen i el concepte se sol formar a base de diferents exposicions a l'estímul. Els records sobre la pròpia vida són episòdics, però si esdevenen una narració a còpia d'explicar-los i alterar-los, acaben formant part del component semàntic.

Plató considerava que aprendre és recordar (doctrina de l'anamnesi), ja que per comunicar un coneixement es parteix de la memòria; per a captar una nova dada és necessari connectar-la amb les anteriors i l'experiència passada és imprescindible per adquirir-ne de nova.

## Estudis en neurociència

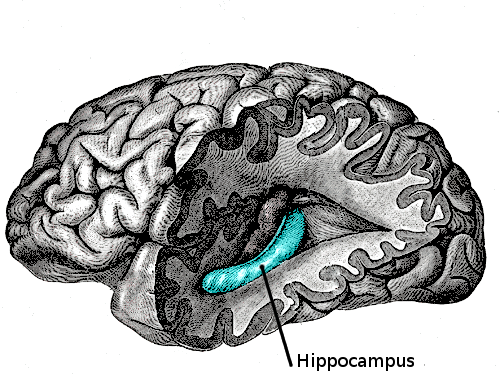
Pintat en blau l'hipocamp, la regió del cervell on es desa la informació per ser usada a curt termini

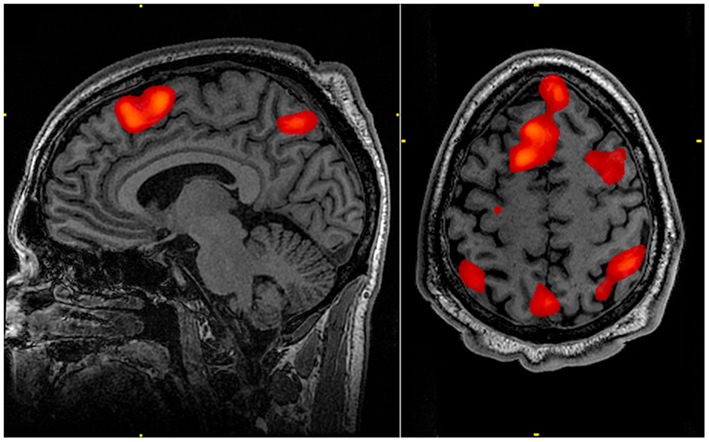
Imatges fMRI del cervell mentre el subjecte fa servir la memòria de treball. S'han pintat en roig les zones del neocòrtex que estan actives

Dels estudis en neurociència, se sap que el primer lloc del cervell on s'emmagatzemen dades és l'hipocamp i des d'allà es traslladen i reorganitzen cap al neocòrtex per al seu ús a llarg termini. Es tracta d'un procés dinàmic, lent, que pot durar entre una i dues dècades per a estar completament format en els humans, a diferència de la consolidació sinàptica, que només requereix uns minuts o unes hores per estabilitzar nova informació dins la memòria.
D'altra banda, se sap que la síntesi de proteïnes té una funció destacada en la formació de nous records en la memòria. En alguns estudis, s'ha demostrat que l'administració, després d'un aprenentatge, d'inhibidors de la síntesi de proteïnes, afeblien la memòria. Altres estudis suggereixen que els inhibidors de la síntesi de proteïnes també inhibeixen la potenciació a llarg termini. Això no obstant, com que s'ha trobat que la formació de records pot suportar grans quantitats d'inhibidors de la síntesi de proteïnes, es creu que la síntesi de proteïnes no és un element indispensable per a la consolidació de la memòria.

## Factors perjudicials i afavoridors
Factors perjudicials per a la memòria
- L'acumulació d'estímuls:

Sembla que la memòria només pot atendre un nombre limitat d'estímuls; per tant, l'acumulació d'estímuls dificulta la consolidació en la memòria. Les darreres teories sobre la memòria coincideixen a dir que, abans de retenir dades a llarg termini, el cervell fa una preselecció de les que cal emmagatzemar d'entre totes les dades que es fan servir a curt termini.
- Els elements distractors:

Si s'introdueixen elements distractors durant el procés de memorització, l'efecte de recència en la memòria a curt termini fa que s'eliminin les dades anteriors i es recordin, en canvi, les més recents, que són les dades de distracció.
- La manca de dormir:

S'ha observat que el son REM o son profund provoca un augment en l'activitat neuronal després d'experimentar vigília, i enriqueix la plasticitat neuronal i, per tant, és essencial en la consolidació de la memòria. En els darrers anys, s'ha provat que la privació del son tant en animals com en éssers humans (concretament, privació de la fase REM) no mostren dèficit en tasques d'aprenentatge, però sí en la seva consolidació en la memòria.
- Les emocions i l'estrès:

L'amígdala, especialment la regió basolateral (BLA), és la part del cervell implicada en l'enregistrament en la memòria d'experiències significatives. Hi ha molts casos documentats que suggereixen que hormones segregades durant episodis d'estrès, com ara l'epinefrina, tenen una intervenció crítica en la consolidació de noves dades en la memòria, i això explica per què els records de moments traumàtics o estressants es recorden molt vívidament. Es creu que també es produeix l'efecte contrari. S'ha suggerit que l'epinefrina afecta la consolidació de la memòria activant l'amígdala, ja que alguns estudis han mostrat que emprant l'antagonisme d'un beta-andrenoreceptors amb anterioritat a la injecció d'epinefrina, causa el bloqueig de la retenció en la memòria.
- Malalties:

Hi ha diverses malalties que poden afectar la memòria, com l'Alzheimer, el Parkinson, la demència el TDAH o l'esclerosi múltiple. Igualment, un accident pot causar amnèsia temporal o permanent.
- Lesions cerebrals:

Com que el cervell és l'òrgan responsable de l'emmagatzemament i recuperació de dades, algunes lesions poden incapacitar per a recordar o dificultar la capacitat de fixar noves dades.
Factors afavoridors de la memòria
- Els períodes de descans:

Hi ha un temps necessari per a consolidar dades noves en la memòria. Ja en l'antiguitat, el retòric Quintilià va notar el fet curiós que l'interval d'una sola nit augmentava la força de la memòria i presentava la possibilitat que el poder del record depengui d'un procés de maduració per al qual cal que passi un temps. El 1882, es va proposar formalment l'existència del procés de consolidació, en la llei de Ribot, sobre la base d'estudis clínics. Aquesta llei, també anomenada llei de la regressió, estableix que “la destrucció progressiva avança de l'inestable a l'estable". Aquesta idea fou elaborada més tard per William H. Burnham en relació amb com actua l'amnèsia i, per fer-ho, es va basar en estudis de psicologia experimental i neurologia. En canvi, el terme consolidació s'atribueix als investigadors alemanys Georg Elias Müller i Alfons Pilzecker, els quals van demostrar en estudis fets entre el 1892 i el 1900 que la memòria necessita un temps per a fixar les dades d'informació. En conseqüència, van proposar la teoria de la perseverança-consolidació, explicant per què la nova informació adquirida pot destorbar el procés de memorització d'informació prèviament apresa si no passa el temps necessari per a permetre la consolidació de la informació anterior.
- La verbalització:

Segons alguns estudis, l'ús del llenguatge verbal (el fet de transferir les dades percebudes pels sentits al codi verbal) ajuda a la retenció de dades i a la seva posterior recuperació de la memòria. Si s'evita la parla o no es fa, la transferència de dades sensorials cap al codi verbal, les pistes de la memòria en el bucle fonològic van decaient fins a desaparèixer.
- La significació:

Es recorden millor els conceptes dins d'un context significatiu, que servirà de pista per a la recuperació posterior de la memòria. Per exemple: podem recordar amb facilitat la frase "El gos està al carrer" i en canvi la mateixa frase 狗在街上 ens resultarà difícil de recordar si no estem familiaritzats amb el xinès, perquè aquestes grafies no signifiquen res per a nosaltres. George Armitage Miller va proposar l'ús de la significació com a tècnica mnemotècnica, per exemple en la memorització de xifres.
- La repetició:

La repetició o pràctica repetida d'accions pot ajudar a fixar dades en la memòria. La memòria és una capacitat que cal exercitar, com més acostumats estem a recuperar dades de la memòria més agilitat adquirim. Determinades tècniques, però, poden ajudar a recuperar la informació més ràpidament. Usar frases guia (amb una cantarella determinada) o associacions mentals són els trucs mnemotècnics més usuals. Si l'interlocutor dona una pista mitjançant un coneixement fàcilment recuperable que estigui relacionat amb la informació que es vulgui rememorar, és més probable que el record sigui més ràpid i fiable, ja que la memòria s'estructura en forma de xarxa. L'ansietat, per contra, pot bloquejar aquest mecanisme, i donar lloc al popular "quedar-se en blanc" davant un examen o una situació de tensió. Quan es produeix un episodi similar al que es va viure en el moment de codificar la informació, també es recupera millor.
- La salut del cervell:

L'exercici aeròbic d'un màxim de tres hores setmanals pot ajudar a memoritzar millor, per l'aportació d'oxigen al cervell. Practicar activitats intel·lectuals, com jugar a escacs o llegir, impedeix el deteriorament neuronal que causa sovint l'oblit. Igualment, una correcta nutrició i una vida social plena ajuden a un bon estat cerebral.